# Fiera di Lipsia

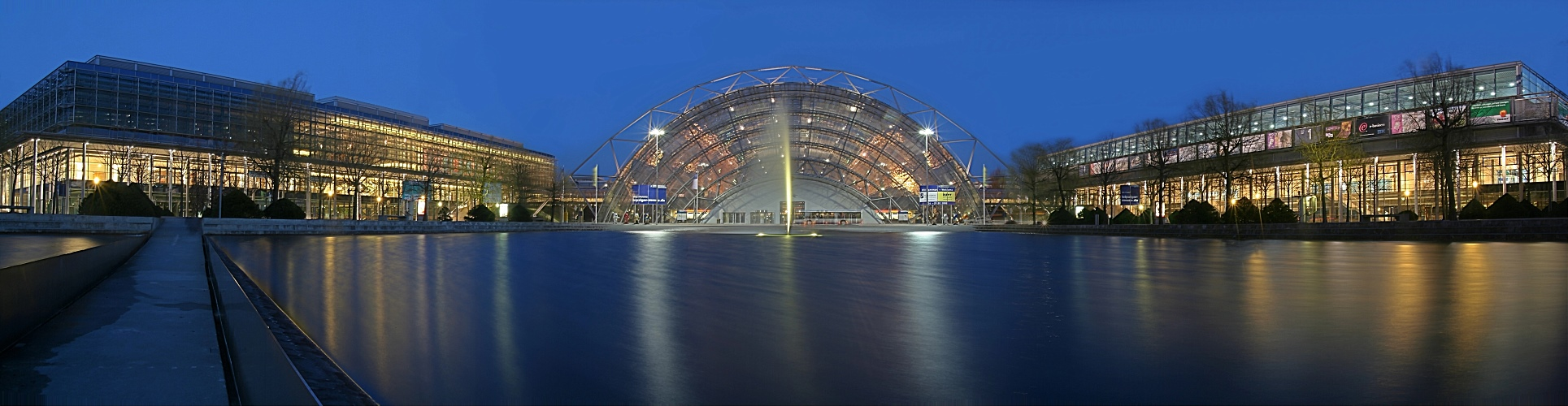
La Fiera di Lipsia di notte

La fiera di Lipsia (in tedesco Leipziger Messe) è un'importante fiera commerciale che affonda le sue radici nell'XII secolo. 
Dopo la seconda guerra mondiale, Lipsia ricadde nel territorio della Repubblica Democratica Tedesca, per cui la Fiera di Lipsia divenne una delle fiere più importanti del Comecon ed era tradizionalmente un luogo di incontro per uomini d'affari e politici di entrambe le parti della cortina di ferro. Dal 1996, la fiera si svolge nel quartiere fieristico di Lipsia, situato a circa 7 km, a nord del centro città.

## Storia

### Storia antica
La storia della fiera di Lipsia risale al Medioevo. Una fiera a Lipsia viene menzionata per la prima volta nel 1165. Ottone II di Meißen, margravio di Meißen mise la fiera di Lipsia sotto protezione. Nessun'altra fiera era consentita entro 7,5  km di distanza.
Nel 1268, il Margravio Teodorico di Landsberg assicurò a tutti i commercianti che si recavano a Lipsia la protezione completa delle persone e delle merci, anche se il loro sovrano era in contesa con lui. Ciò portò all'insediamento di numerosi commercianti a Lipsia. I beni commerciati includevano aringhe, stoffa, vino e pepe.

### Dal XV al XVIII secolo
In quell'epoca si svolgevano due fiere annuali. Federico II di Sassonia, nel 1458, conferì il privilegio di una terza fiera a Lipsia, la Fiera di Capodanno. L'imperatore tedesco Federico III confermò questa fiera nel 1466 e nel 1469 con privilegi imperiali.
Nel 1497, Massimiliano I (dal 1508 imperatore) confermò di nuovo tutte e tre le fiere di Lipsia (Capodanno, Giubilato e Michele) e fornì la sua protezione signorile, compreso il divieto di stabilire altre fiere nelle vicine diocesi di Magdeburgo, Halberstadt, Meißen, Merseburg e Naumburg.
Nel 1507 Massimiliano I vietò qualsiasi fiera nel raggio di 25 km intorno a Lipsia, aumentando ulteriormente l'importanza del mercato. Il privilegio confermò anche il diritto fondamentale ed estese la protezione per i commercianti diretti alle fiere di Lipsia. Città come Halle, Naumburg, Erfurt e Magdeburgo erano allora svantaggiate.
Nel 1523, la famiglia mercantile di Augusta, Welser, costruì una grande casa con negozi al Markt 8 (oggi Barthels Hof), e anche la rivale Fugger aveva dei negozi.
Nel 1678-1687 fu costruita una borsa (Alte Handelsbörse, Naschmarkt, distrutta nel 1943, e poi ricostruita).
Nel XVIII secolo, Lipsia divenne il centro per il commercio di merci russe, polacche e inglesi. Si chiamava Mercato di tutta l'Europa.

### Era moderna
L'importanza della fiera, che attirava mercanti da tutta Europa, fu l'impulso per la costruzione di uno dei più importanti edifici rinascimentali moreschi d'Europa, la sinagoga di Lipsia del 1855 da parte dell'architetto Otto Simonson.
Nel 1895 si tenne a Lipsia la prima fiera campionaria commerciale, dominata dagli espositori che presentavano campioni delle loro merci. Tra il 1893 e il 1938 furono costruite alcune case-fiera (Messe-Häuser) nel centro di Lipsia. Normalmente contenevano diversi cortili interconnessi con negozi, aree di stoccaggio e spazi abitativi (Passaggio Mädler (Mädlerpassage), Petershof, Handelshof, Specks Hof, Drei Könige etc.). La dieta di Lipsia divenne così la principale fiera tedesca di libri e beni di consumo. Il simbolo MM della fiera è stato progettato da Erich Gruner nel 1917.
Nel 1920 fu inaugurato il quartiere fieristico tecnico nel sud-est della città, tra Reudnitz e il Monumento alla Battaglia delle Nazioni. Comprendeva 19 padiglioni nel 1940.
Nel 1937, Lipsia fu ribattezzata dai nazisti Reichsmessestadt Leipzig (città imperiale della Fiera di Lipsia).
Tra le guerre furono costruiti il Ring-Messehaus e il Messehaus Bugra. Durante la seconda guerra mondiale, l'area della fiera fu utilizzata per la produzione militare e in parte distrutta dalle bombe.
Nel 1946 ebbe luogo la prima fiera del dopoguerra ("Fiera della pace"). Quando la DDR si unì alla RGW (Comecon), nel 1950, la fiera fu utilizzata per presentare la produzione dei vicini del Patto di Varsavia. Ma successivamente parteciparono anche le nazioni del capitalismo occidentale. Il polo tecnico venne ricostruito e conteneva più di 20 padiglioni.

La fiera ha svolto un ruolo importante nella diplomazia della guerra fredda tra la Germania orientale e gli stati occidentali, poiché ha facilitato le delegazioni di numerose importanti potenze della NATO, tra cui Stati Uniti e Regno Unito. La Fiera di Lipsia, nel periodo 1949-1989, ha svolto funzioni sia propagandistiche che economiche nei suoi tentativi di organizzare visite dalle nazioni occidentali. Il commercio fu strumentale ai piani del SED per il riconoscimento della Germania dell'Est, con un aumento delle relazioni commerciali tra la DDR e gli occidentali ritenuti la chiave per rivalutare lo status internazionale della Germania orientale non come mera zona di occupazione che i sovietici dovevano ancora lasciare. Le delegazioni britanniche, spesso del Partito laburista e dei gruppi associati, erano frequenti alla fine degli anni '50 e all'inizio degli anni '60 e includevano una varietà di politici di spicco, tra cui Anthony Greenwood, Ian Mikardo e Clement Davies: molti di quelli che partecipavano si sarebbero poi attivati per promuovere il riconoscimento ufficiale della Repubblica democratica tedesca fino ai primi anni '70.
La fiera ha anche svolto un ruolo importante nella politica internazionale durante la crisi per l'erezione del muro di Berlino. Nell'agosto del 1961, Willy Brandt (allora sindaco di Berlino) chiese un boicottaggio internazionale della fiera e una miriade di altre funzioni della Germania dell'Est in risposta al Muro, che illustra come la Fiera di Lipsia fosse di grande importanza nella guerra fredda per il riconoscimento della legittimità dello stato della Germania orientale.

## La fiera di Lipsia oggi
Nel 1996 è stato aperto un nuovo polo fieristico. È stato inoltre aperto il Centro Congressi di Lipsia, costruito su progetto di Gerkan, Marg und Partner. Il vecchio polo fieristico viene utilizzato per negozi, eventi, supermercati ed eventi di pattinaggio artistico, sebbene molte aree siano vuote e inutilizzate. Oggi le fiere più importanti sono la Fiera del libro di Lipsia e l'Auto Mobil International.

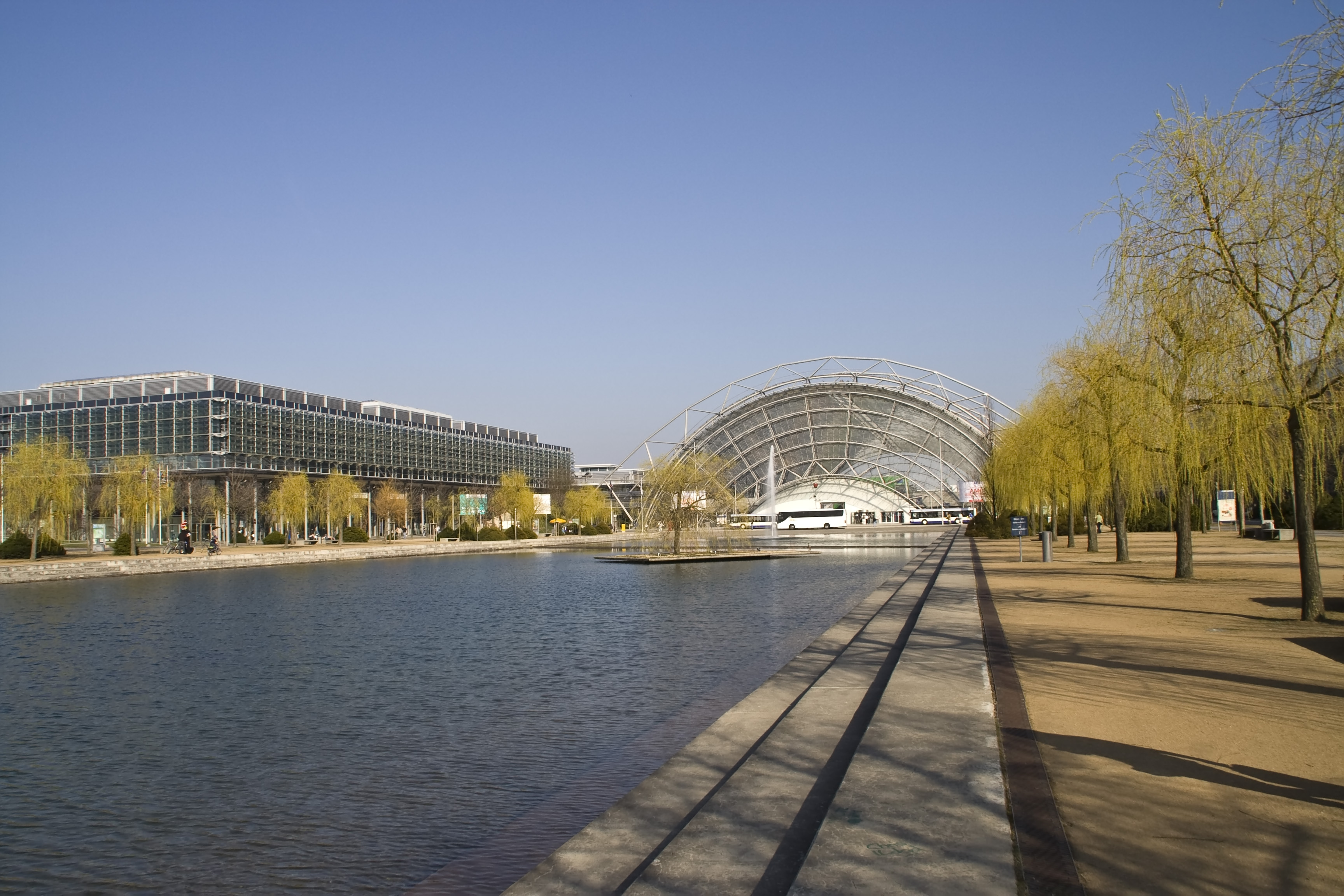
Nuovo edificio fieristico

La nuova fiera di Lipsia è stata costruita tra il 1995 e l'aprile 1996. Il nuovo quartiere fieristico è composto da sei sale: cinque sale espositive, che hanno una dimensione di 20 000 m², e la più grande sala sospesa di vetro del mondo, progettata da Ian Ritchie Architects. La zona fieristica ha circa 14.000 posti auto ed è accessibile in tram, treno, autobus o auto.
Leipziger Messe GmbH è stata fondata dopo la Riunificazione tedesca, 13 giugno 1996. È di proprietà dello stato della Sassonia e della città di Lipsia. L'azienda impiega circa 400 persone, che lavorano nella società madre, CCL, e nelle sue filiali.